# Studio Raspail
Le Studio Raspail est une ancienne salle de théâtre et de cinéma située 216 boulevard Raspail dans le 14e arrondissement de Paris. Ouverte en 1934, elle ferme en 1982.
Créée à l'initiative de l'industrielle des cosmétiques Helena Rubinstein, la salle a été un cinéma d'art et d'essai. En rénovation, le site doit rouvrir en 2026, dédié au théâtre, aux concerts et aux conférences.

## Histoire
Le Studio Raspail se trouve au rez-de-chaussée d'un immeuble de style fonctionnaliste édifié en 1932-1934 sur les plans de l'architecte Bruno Elkouken et décoré par Ernő Goldfinger. Il s'agit d'une commande de l'industrielle des cosmétiques Helena Rubinstein, qui habite à son sommet, dans un penthouse. L'immeuble comprend également des appartements et des ateliers d'artistes,. 
Au rez-de-chaussée se trouve un théâtre,, qui sert également de cinéma. Il comporte à l'origine 278 places et un balcon. Il ouvre officiellement le 18 septembre 1934 avec à l'affiche le dernier film de Carl Dreyer. Portant initialement le nom de « Raspail 216 », il est géré par une équipe de cinéphiles comprenant le compositeur Jean Wiéner et compte parmi les salles de cinéma d'art et d'essai. Il sert brièvement de salle d'actualité sous le nom de « Paris-Soir Raspail » puis retourne à sa vocation cinématographique, renommé « Studio Raspail ». Dans les années 1950, il est rénové et une marquise surmontée des grandes lettres du nom de la salle est érigée à l'entrée. La capacité d'accueil est réduite à 220 places grâce à l'installation de fauteuils plus confortables.
Souffrant de ne disposer que d'une salle, le cinéma ferme en 1982. Après plusieurs mois, il est racheté par les PTT pour l'usage interne de l'entreprise (ciné-club, salle de théâtre et de concert),. L'enseigne « STUDIO RASPAIL » disparaît de la façade. Il est cependant depuis possible aux associations loi de 1901 à vocation culturelle ou artistique de louer la salle, même si les associations de personnels La Poste et Orange sont prioritaires. En effet, elles sont membres de la CACF, qui gère la salle. Selon son site Internet y sont ainsi organisées de nos jours de multiples activités : « réunions, assemblées générales, conférences, théâtre, concerts, arbres de Noël, projections, présentation de voyages... ».
Le Studio Raspail possède une capacité de 220 places, dont 160 à l'orchestre et 60 au balcon. Sa scène mesure 6 mètres sur 5 et dispose d'un éclairage de 24 circuits, d'équipements audiovisuels et d'un piano à queue. Le hall d'accueil permettant d'accéder à la salle mesure 70 m².
La salle est inscrite monument historique depuis le 10 février 1986.
Depuis mars 2025, la salle, désormais de 246 places, est en rénovation. Le site doit rouvrir au printemps, afin d'accueillir des pièces de théâtre, des concerts et des conférences.